# Una (Distrikt)
Der Distrikt Una (Hindi: उना जिला) ist ein Distrikt des indischen Bundesstaats Himachal Pradesh. Sitz der Distriktverwaltung ist Una. Der Distrikt entstand am 1. September 1972 durch Herauslösung aus dem Distrikt Kangra.

## Geografie

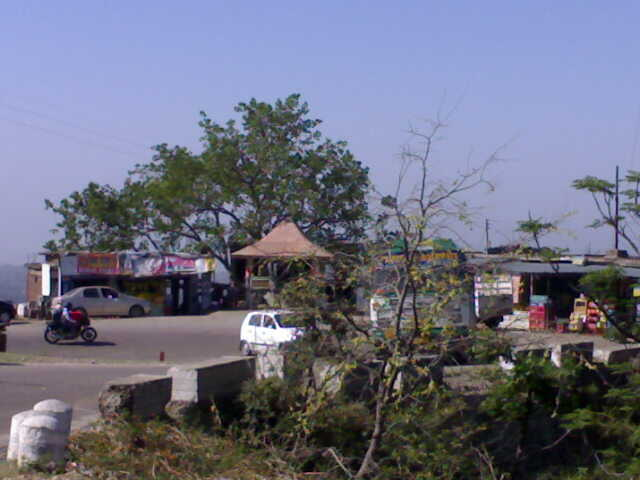
Thaneekpura

Der Distrikt Una liegt im Südwesten von Himachal Pradesh im Bereich zwischen den Siwalikketten und dem Vorderen Himalaya. Nachbardistrikte sind Kangra im Norden, Hamirpur im Nordosten sowie Bilaspur im Südosten. Im Südwesten grenzt der Distrikt an Punjab. Der Fluss Swan, ein rechter Nebenfluss des Satluj, durchströmt den Distrikt in südöstlicher Richtung. Im Südosten des Distrikts liegt der Stausee Gobind-Sagar.
Die Fläche des Distrikts Una beträgt 1540 km².

## Bevölkerung
Nach der Volkszählung 2011 hat der Distrikt Una 521.173 Einwohner. Die Bevölkerungsdichte liegt mit 338 Einwohnern pro Quadratkilometer über dem Durchschnitt des Bundesstaates.  